# Цар Шишманово
Вижте пояснителната страница за други значения на Шишманово.
Ца̀р Шишма̀ново е село в Северозападна България. То се намира в община Макреш, област Видин.

## История
До 1883 г. селото се е казвало Малък Турчин или Горни Турчин, след което е преименувано на Цар Шишманово. От 1951 г. – Шишманово, а след падането на тоталитарния режим името Цар Шишманово е възстановено.
През зимата на 1950 – 1951 година, по време на довелата до Кулските събития насилствена кампания за „масовизация“ на колективизацията, в селото е създадено Трудово кооперативно земеделско стопанство, наречено на името на съветския външен министър Вячеслав Молотов.
На 21-ви май 2011 година е осветен параклисът „Свети Кирил и Методий“. Той е единственият храм в селото. Параклисът е осветен от Видински митрополит Дометиан в съслужение с архимандрит Поликарп.

## Население
Преброяване на населението през 2011 г.
Численост и дял на етническите групи според преброяването на населението през 2011 г.:
|                     | Численост | Дял (в %) |
| Общо                | 128       | 100,00    |
| Българи             | 126       | 98,43     |
| Турци               | 0         | 0,00      |
| Цигани              | 0         | 0,00      |
| Други               | 0         | 0,00      |
| Не се самоопределят | 0         | 0,00      |
| Неотговорили        | 2         | 1,56      |

## Редовни събития
- Събор на 24 май